# Prix des Cinq continents de la francophonie
De Prix des Cinq continents de la francophonie is een Franse literatuurprijzen, waarmee men nieuw talent wil aanmoedigen en tegelijk de wereldwijde literaire en culturele rijkdom van de Franse taal wil aantonen en stimuleren. Alleen auteurs van wie maximaal drie boeken zijn uitgegeven kunnen meedingen. 
De prijs werd in 2000 ingesteld door de Franse overheidsinstelling Agence Intergouvernementale de la francophonie en bedraagt € 10.000, plus een jaar gratis promotie.

## Prijswinnaars
- 2001: Yasmine Khlat, Le désespoir est son pêché
- 2003: Marc Durin-Valois, Chamelle
- 2004: Mathias Énard, La Perfection du Tir
- 2005: Alain Mabanckou, Verre Cassé
- 2006: Ananda Devi, Ève de ses décombres
- 2007: Wilfried N'Sondé, Le Cœur des enfants léopards
- 2008: Hubert Haddad, Palestine
- 2009: Kossi Efoui, Solo d'un revenant
- 2010: Liliana Lazar, Terre des affranchis
- 2011: Jocelyne Saucier, Il pleuvait des oiseaux
- 2012: Geneviève Damas, Si tu passes la rivière
- 2013: Amal Sewtohul, Made in Mauritius
- 2014: Kamel Daoud, Meursault, contre-enquête
- 2015: In Koli Jean Bofane, Congo Inc. le testament de Bismarck
- 2016: Fawzia Zouari, Le Corps de ma mère